# Plan d'action pour la Méditerranée

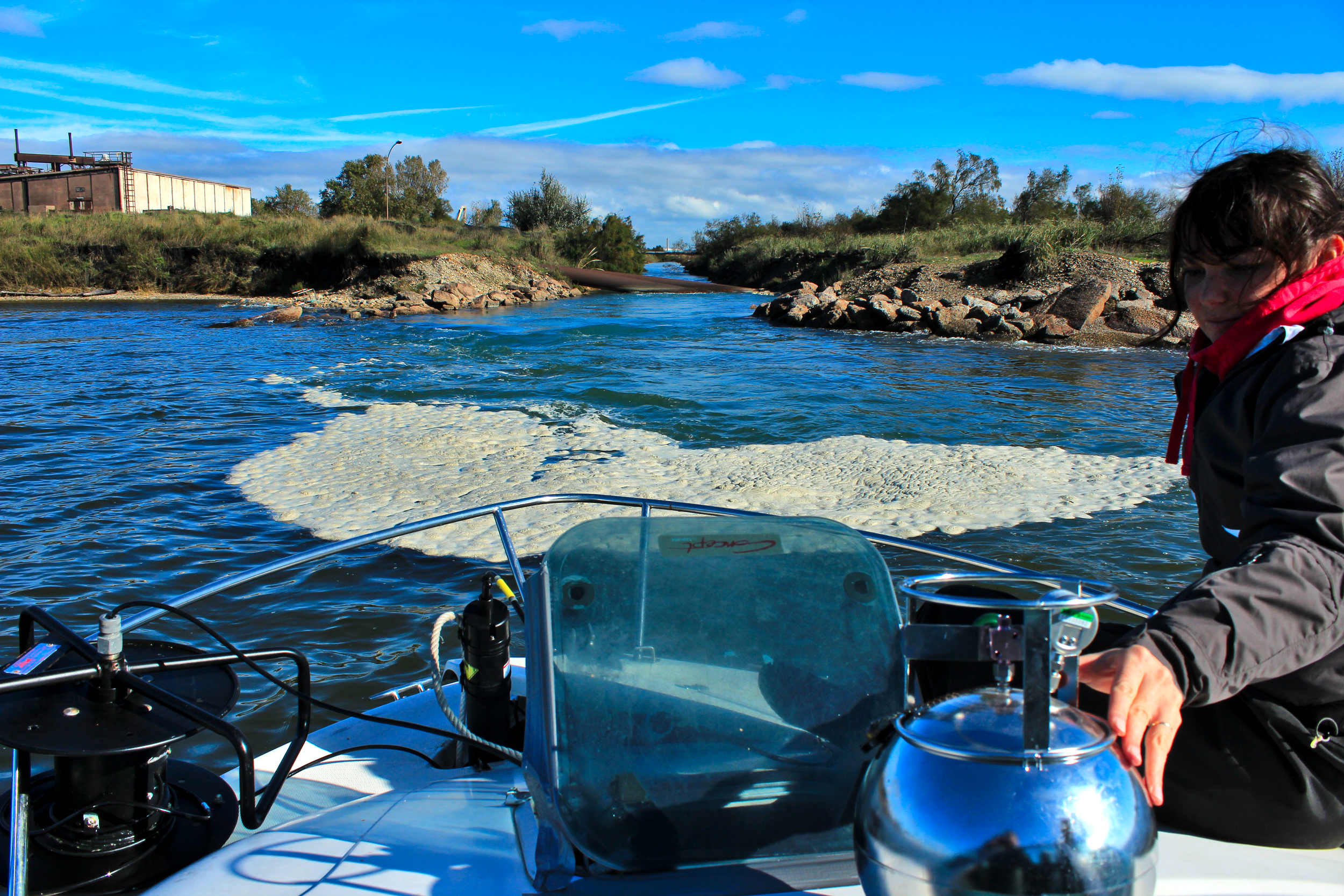
Prélèvement d'échantillons d'eau de mer et d'air en face d'un rejet d'eaux chlorées industrielles dans le Golfe de Fos.

Le plan d'action pour la Méditerranée (PAM) est un plan de lutte contre la pollution du milieu marin, au niveau méditerranéen.

## Historique
Le plan d'action pour la Méditerranée a été initié dès 1975 sous l'égide du Programme des Nations unies pour l'environnement (PNUE).
Le PAM rassemble aujourd’hui l'Union européenne et les vingt-et-un États riverains de la Méditerranée.
Cette démarche révèle la prise de conscience de ces États riverains que la Méditerranée constitue un bien commun et que sa protection exige l’adoption de règles communes.
Ainsi, malgré la diversité inhérente au bassin, l’unité du milieu physique et la perception d’un espace commun à protéger ont permis le développement d’instruments spécifiques et d’actions communes.

## Organisation
Cette section ne s'appuie pas, ou pas assez, sur des sources secondaires ou tertiaires indépendantes du sujet.

Pour l'améliorer, ajoutez-en, ou placez des modèles {{Source secondaire souhaitée}} ou {{Source secondaire nécessaire}} sur les passages mal sourcés. (novembre 2022)
Le système régional méditerranéen est constitué par la convention de Barcelone – Convention cadre fixant des principes généraux – et les protocoles additionnels, appliquant ces principes dans les six domaines suivants :
- immersions ;
- situations critiques ;
- pollution tellurique ;
- aires marines protégées ;
- activités off-shore ;
- déchets dangereux.

Afin de gérer ces protocoles, le PAM a mis en place des centres d'activité régionale du plan d'action pour la Méditerranée : 
Au nombre de six, les centres d'activités régionales gèrent des problématiques spécifiques définies par les protocoles créés par le Plan d'action pour la Méditerranée, dans le cadre de la Convention de Barcelone (1976).
Ainsi, les centres d’activités régionales, gérés par le PAM, sont :
- Le Centre Régional Méditerranéen pour l'Intervention d'Urgence contre la Pollution marine accidentelle (REMPEC), à Malte.
- Le Centre d'Activités Régionales du Plan bleu (CAR/PB)[1], France.
- Le Centre d’activités régionales du Programme d’actions prioritaires (CAR/PAP), Croatie.
- Le Centre d’activités régionales pour les aires spécialement protégées (CAR/ASP), Tunisie.
- Le Centre Informations et Communications (INFO/RAC), Italie.
- Le Centre d’activités régionales de la production propre (CAR/PP), Espagne.